# Tillandsia 'Ned Kelly'
Tillandsia 'Ned Kelly' es un  cultivar híbrido del género Tillandsia perteneciente a la familia  Bromeliaceae.
Es un híbrido creado en el año 1981 con las especies Tillandsia recurvifolia × Tillandsia stricta.